# 2025-ös magyar asztalitenisz-bajnokság
A 2025-ös magyar asztalitenisz-bajnokság a száznyolcadik magyar bajnokság volt. A bajnokságot március 21. és 23. között rendezték meg Cegléden, a Gál József Sportcsarnokban.

## Eredmények
| Versenyszám  | Arany                                                                | Arany | Ezüst                                               | Ezüst | Bronz | Bronz |
| ------------ | -------------------------------------------------------------------- | ----- | --------------------------------------------------- | ----- | --- | ----- |
| Férfi egyéni | András Csaba TTC Bad Homburg                                         |       | Majoros Bence Chartres TT                           |       | Holló Mike DJK SpVgg Effeltrich Juhász Patrik Celldömölki VSE                                               |       |
| Női egyéni   | Póta Georgina Budaörsi SC                                            |       | Bálint Bernadett Győri AC                           |       | Barcsai Sophie Győri ACMadarász Dóra Budaörsi SC                                                            |       |
| Férfi páros  | Ecseki Nándor, Szudi Ádám Sporting CP , Akademia Zamojska Zamość     |       | Jakab János, Juhász Patrik Celldömölki VSE          |       | Kizakisz Georgiosz, Poór Balázs Yorgos ASE, Szombathelyi AKBöhm Gábor, Majoros Bence SPG Wels , Chartres TT |       |
| Női páros    | Bálint Bernadett, Nagyváradi Mercédesz Győri AC, Budapesti Erdért SE |       | Barcsai Sophie, Dohoczki Nóra Győri AC, Budaörsi SC |       | Madarász Dóra, Fazekas Mária Budaörsi SCDari Helga, Fejős Anna Budaörsi SC, MTV Engelbostel-Schulenburg     |       |
| Vegyes páros | Szudi Ádám, Pergel Szandra Akademia Zamojska Zamość , UTTC Stockerau |       | Varga Botond, Barcsai Sophie High Life SE, Győri AC |       | Katona Gergely, Volentics Anna Diósgyőri VTK, Városi SE DunakesziKovács Sebestyén, Nagy Judit PTE-Pécsi EAC |       |